# Konrad Petterson Lundqvist Tector

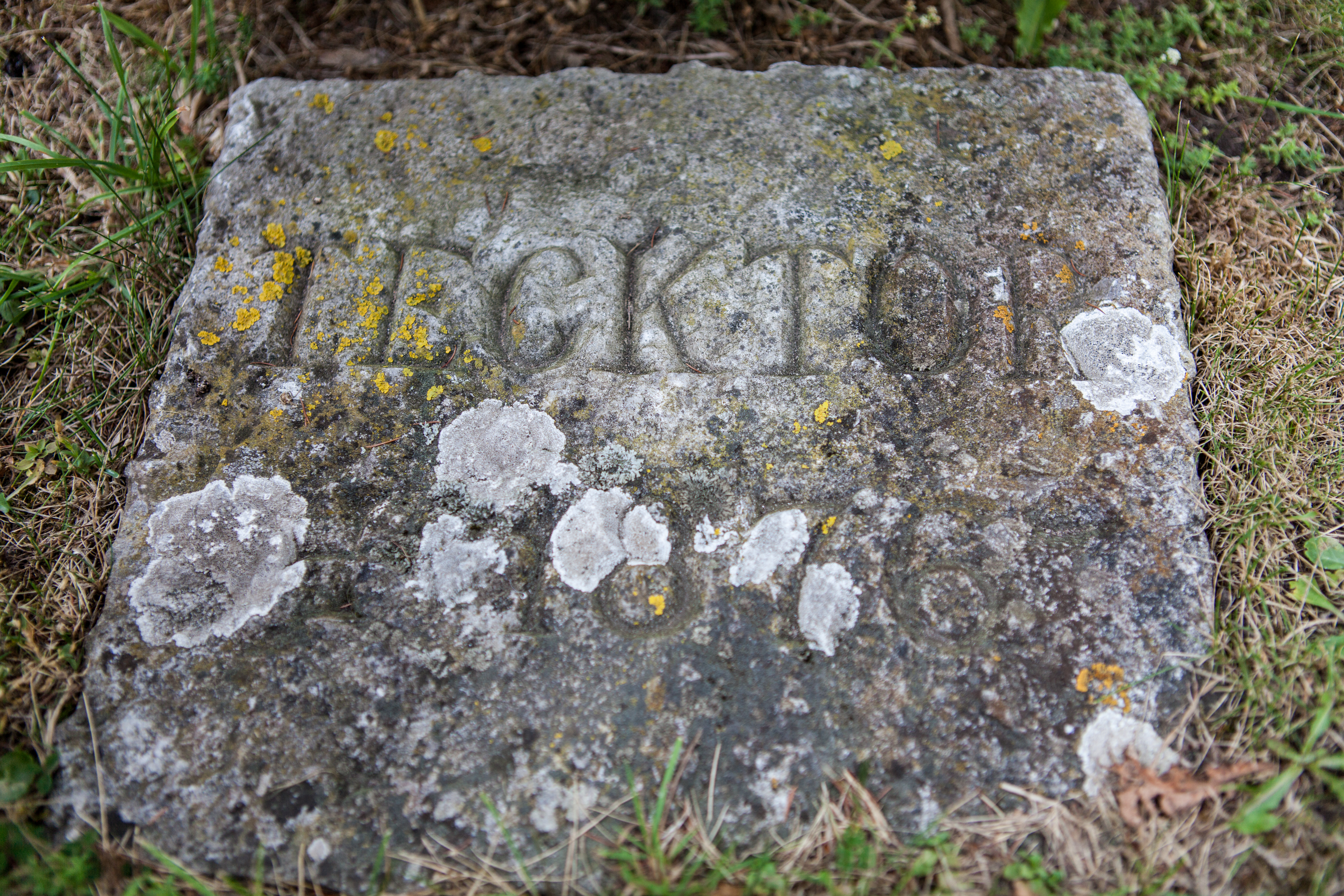
Tectors gravsten vid Stenkumla kyrka. Texten lyder: Tecktor †1876.

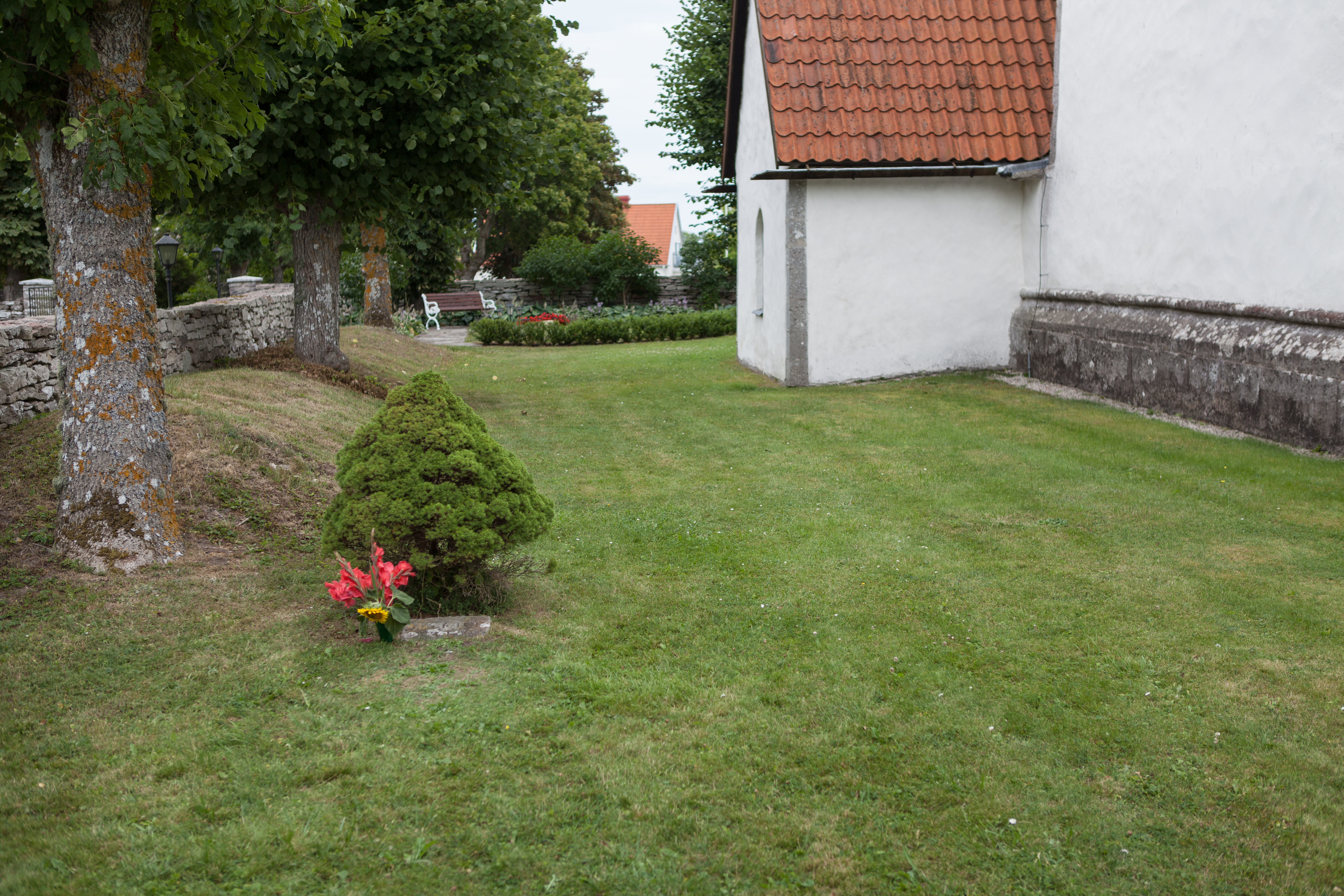
Tectors gravsten placerad på norra sidan om kyrkan.

Conrad Pettersson Lundqvist Tektor (även känd som Conrad Pettersson Tector, Konrad Tektor Lundkvist och Konrad Tektor), född 30 april 1838 i Svanshals socken i Östergötland, död 18 maj 1876 (avrättad) i Stenkumla församling på Gotland, var en svensk rånare och mördare som verkade tillsammans med sin kumpan Gustav Adolf Eriksson Hjert.

## Biografi
Han var son till statardrängen Johan Peter Tektor (1797-1876) och hans hustru Brita Lena Vallenström 1798-1881). Vid 22 års ålder gifte sig Konrad Tector med Ulrika Charlotta Andersdotter (1830-1878). Det visade sig med tiden att Tector var en bråkstake och mycket hårdför. År 1869 dömdes han till fem års straffarbete på Långholmens centralfängelse för stöld, mordbrand och förfalskning. 
Tectors högsta önskan var att få emigrera till USA. Hans bror emigrerade dit 1873. Under tiden på Långholmen planerade han tillsammans med en annan fånge, Gustav Adolf Eriksson Hjert, att råna en postdiligens för att kunna emigrera. De kom överens om att råna postdiligensen mellan Sparreholm och Eskilstuna, när de blev frigivna. Natten till den 1 augusti 1874 väntade de båda på vagnen. För att tvinga diligensen att stanna hade de stängt en grind. Vagnen kom och kusken, Johan August Larsson, hoppade av för att öppna grinden. Hjert dödade då honom med ett skott. Civilingenjör Herman Upmark som satt i vagnen blev skjuten och dog senare på dagen. Rånarna upptäckte att det var fel vagn de hade stoppat. Vagnen de hade tänkt råna kom strax efter och körde fort därifrån när de såg vad som hade hänt. De båda förövarna flydde in i skogen.
Hjert och Tector försökte att råna några banker, utan resultat. Tector föreslog därför att de skulle åka till Gotland, där han hade varit förut. De reste till Kalmar och därifrån åkte de ångbåt till Visby. När de hade kommit till Gotland startade de en stöldturné. På tretton dagar utförde de 18 inbrott på bondgårdar och i kyrkor. För att komma tillbaka till fastlandet stal de en båt i Visby och for sedan över till Östergötlands skärgård. Planen var att ta sig till Stockholm och därifrån till Göteborg och USA. Polisen var dem dock i hälarna. Hjert greps på Liljeholmens järnvägsstation den 5 november 1874 och Tector greps på Södertälje station samma dag.

## Dom och avrättning
Tector satt på Länsfängelset i Visby, cellnummer 30, i väntan på domen. Tector och Hjert hade dömts till döden i september 1875, och den 17 mars 1876 fastställdes dödsdomen av Högsta domstolen. De sökte nåd hos kung Oscar II, men nådeansökan avslogs.
Tector avrättades kl 07.00 den 18 maj 1876 på Södra häradets avrättningsplats vid Stenkumla backe, dit omkring 500 bönder hade kommenderats för att bilda spetsgård vid avrättningsplatsen. Tector begravdes på norra sidan av Stenkumla kyrkogård.
En gotländsk tidning skrev:
" ... skarprättaren Steineck fattade derpå straxt bilan, och sedan Tektors ställning blifvit något ändrad, höjde han bilan... Hon föll, döden syntes genast hafva följt, men hugget var - snedt. Ännu ett måste göras; detta träffade bättre, men för tredje gången måste bilan höjas och sänkas, innan hufvudet var fullkomligt skildt från bålen..."